# Cerca del Arrabal

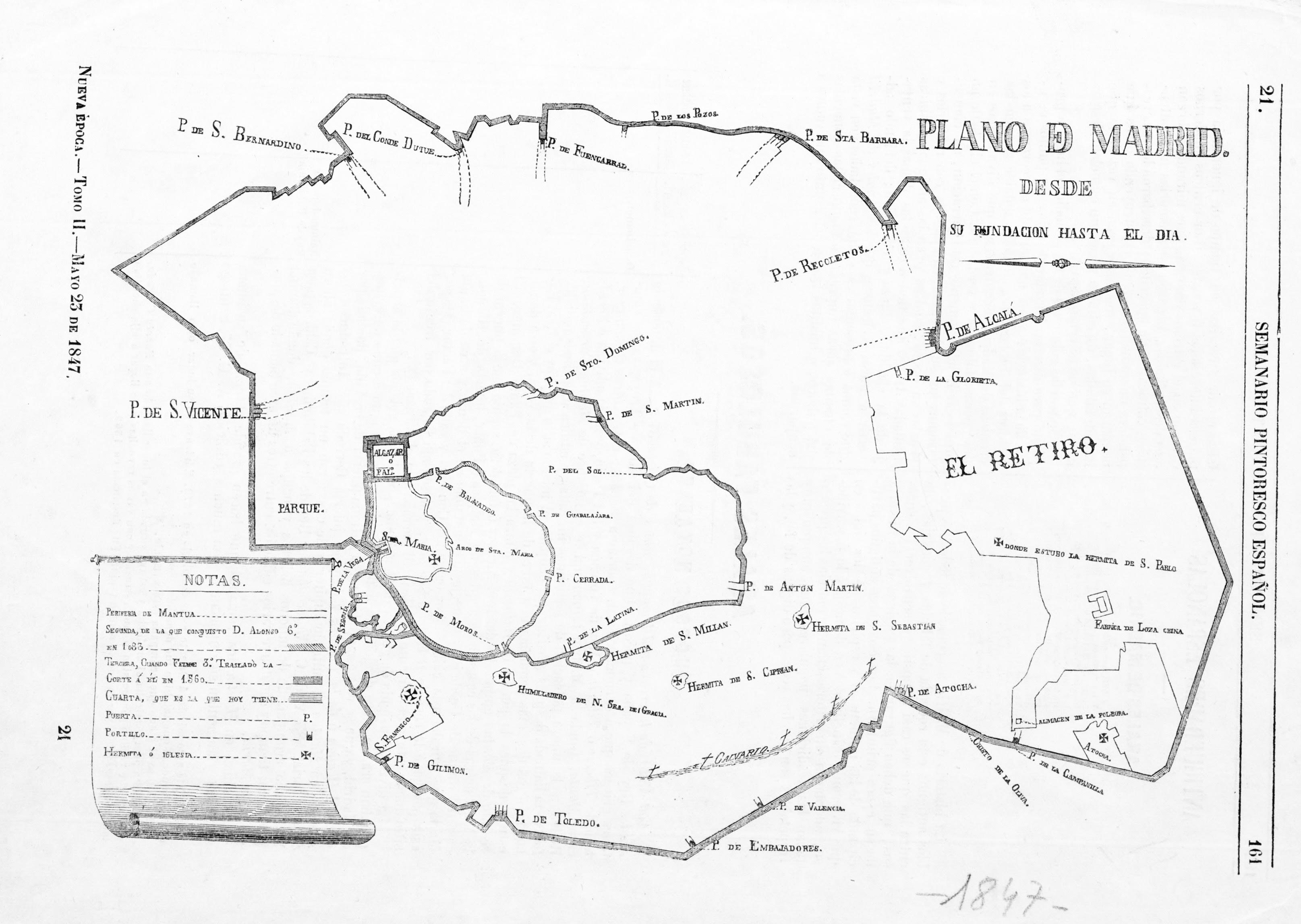
Esquema de murallas, cercas, puertas y portillos de Madrid, a lo largo de su historia antigua. Dibujo publicado en 1847 por el Semanario Pintoresco Español.

La cerca del Arrabal fue la primera de las tres sucesivas cercas de Madrid construidas por motivos no defensivos sino legales y fiscales, a raíz del crecimiento de la Villa y levantadas a partir del siglo xii.
A diferencia de las dos últimas, no se conoce con exactitud el trazado de la primera cerca, por lo que se barajan varias posibilidades, entre ellas, que partía de la puerta de Moros y seguía por las actuales calles de Maldonadas, del Duque de Alba (plaza de Tirso de Molina), calle del Conde de Romanones, Carretas, Preciados y plaza de Santo Domingo, enlazando con el Alcázar por la calle de la Bola.
Sí constan sus puertas y portillos, la de la Vega, Puerta de Moros, la de la Latina junto al portillo de San Millán, el portillo de Antón Martín, también conocido como puerta de Vallecas o de Atocha (que daba al arrabal de Santa Cruz), la Puerta del Sol, (destruida en 1539), la de San Martín, y la de Santo Domingo.
La cerca del Arrabal fue reemplazada por la que Felipe II ordenó construir en 1566,  que a su vez quedó ampliada por la Real Cerca de Felipe IV, que rodeó la ciudad entre 1625 y 1868 y cuyo trazado puede distinguirse en el Plano de Madrid (1656), del cartógrafo portugués Pedro Texeira.

## Arrabales de Madrid
Los arrabales fueron núcleos de población no sujetos a planes municipales que nacieron y se desarrollaron en torno a los conventos, ermitas e iglesias que se construyeron fuera de la muralla musulmana de Madrid desde el siglo xii. El primer arrabal del que se tiene noticia, a partir de 1126, fue el arrabal de San Martín, en torno al convento de San Martín, seguido por el arrabal de San Ginés, en las inmediaciones de  la iglesia de San Ginés de Arlés.
Mientras que los arrabales de Santo Domingo y de Santa Cruz se conocen desde mediados del siglo xiii, el de San Francisco, también de esa época, no se integró en la Villa de Madrid hasta la segunda mitad del siglo xvi. El último arrabal fue el de San Millán, de mediados del siglo xv.

## Evolución, superficies y trazados
El relato más antiguo lo da León Pinelo, que informa de que se levantó una nueva cerca en el siglo xiii para acoger a los caballeros castellanos y leoneses que vinieron con Alfonso VIII, rey de Castilla entre 1158 y 1214, lo que parece hacer referencia al arrabal de San Martín, único documentado en ese periodo.
Otra posibilidad es que la cerca no englobara a todos los mencionados, sino que cada nuevo barrio pudo tener una cerca independiente, lo que parece confirmar el hecho de que, tanto el arrabal de San Martín como él de Santo Domingo, tuvieron sus propias cercas en algún momento. A su vez, esta teoría da juego para otro supuesto, en el sentido de que estos dos arrabales formaron un recinto común provistos con una misma puerta, la del Arrabal, y un portillo, el Postigo de San Martín.
Por otra parte, Montero Vallejo afirma que, hacia 1438, a causa de una epidemia se levantó un muro que englobaría a todos, incluyendo los de Santa Cruz y San Millán. Otros autores proponen que la cerca se construyó un poco más tarde, durante el reinado de Enrique IV entre 1454 y 1474.